# بائگونسان (اووانگ/سوون)
بائگونسان (به لاتین: Baegunsan) یک کوه در کره جنوبی است که در کره جنوبی واقع شده‌است. بائگونسان ۵۶۷ متر بالاتر از سطح دریا واقع شده‌است.